# Nieprzerwana melodia
Nieprzerwana melodia (tytuł oryginalny: Melodi e pandërprerë) – albański film fabularny z roku 1985 w reżyserii Fehmiego Hoshafiego.

## Opis fabuły
Bohaterem filmu jest Jani, pasterz kóz mieszkający wraz z rodziną w jednej z małych wsi na południu Albanii. Hodowlę zwierząt Jani traktuje jako życiowe powołanie, które realizuje z pasją i oddaniem, rozmawiając czule z kozami, powierzonymi jej opiece, Nie może jednak zrozumieć potrzeby zmian w systemie hodowli i norm, narzuconych przez urzędników.
W roli statystów wystąpili w filmie pracownicy kołchozu we wsi Qeparo.

## Obsada
- Albert Verria jako Jani
- Vangjel Agora jako lekarz
- Jul Qesari jako Lulo
- Shpëtim Shmili jako kierownik sektora
- Elvira Bregu
- Spiro Urumi
- Mimoza Veseli